# Khu tự quản Luân Đôn

Vị trí Đại Luân Đôn trong UK.

Khu vực hành chính của Đại Luân Đôn gồm 32 khu tự quản Luân Đôn (tiếng Anh: London Borough). Vùng Nội Luân Đôn gồm 12 khu tự quản, cộng thêm Thành phố Luân Đôn (cấp hạt). Vùng Ngoại Luân Đôn gồm 20 khu tự quản còn lại.

## Bản đồ
|  | 1. Thành phố Luân Đôn (không phải là khu tự quản Luân Đôn) 2. Thành phố Westminster 3. Kensington và Chelsea 4. Hammersmith và Fulham 5. Wandsworth 6. Lambeth 7. Southwark 8. Tower Hamlets 9. Hackney 10. Islington 11. Camden 12. Brent 13. Ealing 14. Hounslow 15. Richmond trên sông Thames 16. Kingston 17. Merton | 1. Sutton 2. Croydon 3. Bromley 4. Lewisham 5. Greenwich 6. Bexley 7. Havering 8. Barking và Dagenham 9. Redbridge 10. Newham 11. Waltham Forest 12. Haringey 13. Enfield 14. Barnet 15. Harrow 16. Hillingdon |

Có thể xác định vị trí của từng khu tự quản bằng cách rà chuột lên bản đồ bên trên.

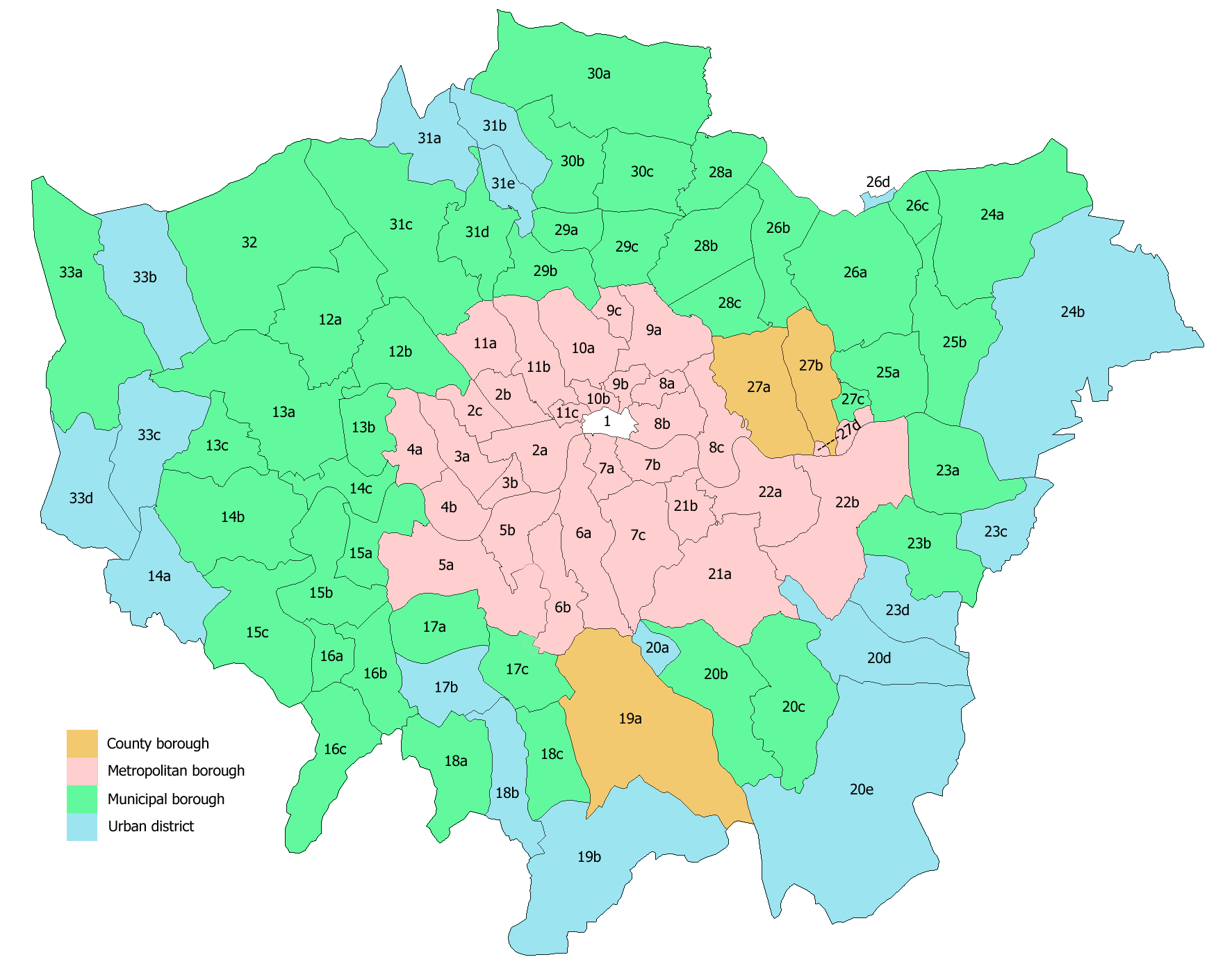
Vàng: khu tự quản hạt
Hồng:khu tự quản thủ đô
Xanh lá: khu tự quản đô thị
Xanh dương: quận đô thị